# آلفونسو ساستره
آلفونسو ساستره (اسپانیایی: Alfonso Sastre‎) نمایشنامه‌نویس، مقاله‌نویس و منتقد اسپانیایی بود.
وی متعلق به جنبش ادبی «نسل ۵۰» است و یکی از منتقدان برجستهٔ سانسور در دوران حکومت ژنرال فرانکو بود.
از آثار مهم او می‌توان به جوخهٔ مرگ (۱۹۵۳) و تراژی‌کمدی سلستینای کولی (۱۹۸۴) اشاره کرد.
وی برندهٔ جایزه ملی تئاتر در سال ۱۹۸۶ میلادی است.